# 구로다 요시키
구로다 요시키(黒田 慶樹, 1965년 4월 17일 ~ )는 일본의 지방공무원이며, 도쿄도 건설국 제5건설사무소용지과장이다. 그의 아내는  아키히토 천황과 미치코 황후의 첫째 딸 구로다 사야코이다.